# Macrosiphum inexspectatum
Macrosiphum inexspectatum är en insektsart. Macrosiphum inexspectatum ingår i släktet Macrosiphum och familjen långrörsbladlöss. Inga underarter finns listade i Catalogue of Life.